# Apuestas over-under
Una apuesta over-under o over/under (O/U) es aquella en la que la casa de apuestas (sportsbook) predice un número para una estadística en un determinado juego (usualmente es la combinación de las marcaciones de ambos equipos) y los jugadores apuestan a que el número real resulte más alto o más bajo que aquel determinado por la casa. Las apuestas over-under normalmente se aplican en el fútbol y en el baloncesto, ya que son en los dos deportes que más se utilizan debido a que es el marcador total lo que dará la victoria a un equipo. Por ejemplo, en la Super Bowl XXXIX, la mayoría de los casinos en Las Vegas fijaron el over-under para el juego a 46:0. Un jugador podía apostar que la puntuación combinada de ambos equipos pudiera llegar a ser más alto o más bajo que ese número. Dado que la puntuación combinada de ese juego fue 45, cualquiera que apostó al under, ganó.
El over-under puede, además, combinarse con otros, por eso supone un método bastante seguro de apuestas.

## Valor inicial
El objetivo de una casa de apuestas deportivas es obtener el mismo valor de apuestas de ambos lados del over-under. En teoría, esto significa que el manager podría determinar el valor en cero y reajustarlo más tarde, basándose en la cantidad de apuestas entrantes y/o en factores que puedan influenciar el resultado del juego. En la práctica, el valor inicial está basado tanto en lo cuantitativo (por ejemplo, registros de pérdidas, promedios de puntos por juego, etc.) como en información anecdótica (por ejemplo, reportes de prensa, lesiones de los jugadores, etc.). Para conseguir información fiable del potencial de un equipo para anotar, se debe que mirar más allá y tener una vista a largo plazo.

## Estadística
Aunque este tipo de apuesta se hace más comúnmente con la puntuación combinada de dos equipos, muchas otras estadísticas pueden usarse, tales como:
- En fútbol americano, el total de yardas por tierra o los intentos de un jugador o de un equipo, conversiones down (primera o tercera), intercepciones, pases completos, porcentaje de goles de campo, etc.
- En baloncesto, el total de asistencias, tapones, pérdidas de balón, robos, etc.
- En béisbol, el total de cuadrangulares (home runs), carreras impulsadas (RBIs), etc.

## Dados
Una variante de las apuestas over-under, conocida como Under-Over, es un juego de dados común en varios festivales. El objetivo del juego es predecir si los dados rodarán para dar un total menor a 7, mayor a 7, ó al 7. El juego se juega típicamente con 2 dados de madera.
Un jugador coloca una apuesta en uno de los tres espacios. Estos espacios son los siguientes:
- Debajo de 7 (under) (por lo general paga 1-1)
- Más de 7 (over) (por lo general paga 1-1)
- 7 (por lo general paga 4-1)

Por ejemplo, si usted apuesta un dólar al under y el crupier (dealer) tira los dados con el total debajo de 7, usted se gana un dólar además de obtener el dólar inicial de vuelta. Si el crupier saca un siete y usted apuesta en él, se gana cuatro dólares. Una vez que todas las apuestas se han colocado, el asistente cierra el tablero de apuestas con una pantalla de alambre y luego pone los dados a través del conducto. Luego se les paga a los jugadores.
Una variación del under-over involucra dados de hule espuma, dos de los cuales son arrojados en medio de los jugadores. En otra variación, dos bolas se lanzan en una rueda gigante que consiste en doce espacios de números que van del 1 al 6. En este caso, no se utiliza cerca de alambre para bloquear las apuestas.